# Hoida mut
Hoida mut è un singolo del cantante finlandese Benjamin, pubblicato il 12 gennaio 2023.

## Promozione
L'11 gennaio 2023 è stato annunciato che con Hoida mut Benjamin avrebbe preso parte a Uuden Musiikin Kilpailu, il programma di selezione del rappresentante finlandese all'annuale Eurovision Song Contest. Il singolo è stato pubblicato in digitale il giorno seguente. All'evento, che si è tenuto il 25 febbraio 2023, si è classificato all'ultimo posto su 7 partecipanti, arrivando terzultimo nel voto della giuria e penultimo nel televoto.

## Tracce
Testi e musiche di Atso Soivio, Benjamin Peltonen e Iivari Suosalo.
1. Hoida mut – 3:00

## Classifiche
| Classifica (2023) | Posizione massima |
| ----------------- | ----------------- |
| Finlandia         | 7                 |